# Happy Birthday to Me
Happy Birthday to Me is een Canadese horrorfilm uit 1981 onder regie van J. Lee Thompson.

## Verhaal
De knappe Virginia Wainwright is erg populair op haar middelbare school. Ze heeft last van geheugenverlies als gevolg van een auto-ongeluk. Dan worden de tieners in haar populaire kliek een voor een vermoord.

## Rolverdeling
| Acteur               | Personage           |
| -------------------- | ------------------- |
| Melissa Sue Anderson | Virginia Wainwright |
| Glenn Ford           | Dr. David Faraday   |
| Lawrence Dane        | Hal Wainwright      |
| Sharon Acker         | Estelle Wainwright  |
| Frances Hyland       | Mevrouw Patterson   |
| Tracey E. Bregman    | Ann Thomerson       |
| Jack Blum            | Alfred Morris       |
| Matt Craven          | Steve Maxwell       |
| Lenore Zann          | Maggie              |
| David Eisner         | Rudi                |
| Lisa Langlois        | Amelia              |
| Michel-René Labelle  | Etienne Vercures    |
| Richard Rebiere      | Greg Hellman        |
| Lesleh Donaldson     | Bernadette O'Hara   |
| Earl Pennington      | Luitenant Tracy     |